# Liste der Naturschutzgebiete in der Region Hannover
In der Region Hannover gibt es diese Naturschutzgebiete (Stand August 2021).
| Name des Gebietes                    | Bild           | Kennung         | WDPA   | Landkreis / Stadt                                         | Beschreibung / Bemerkungen | Standort | Fläche in Hektar | Jahr der Verordnung |
| ------------------------------------ | -------------- | --------------- | ------ | --------------------------------------------------------- | -------------------------- | -------- | ---------------- | ------------------- |
| Altwarmbüchener Moor                 | weitere Bilder | HA 044          | 81281  | Region Hannover                                           | 1226 ha                    | Position | 37,16            | 1941                |
| Basser Holz und Werder               |                | HA 253          |        | Region Hannover                                           |                            | Position | 74               | 2020                |
| Bieförthmoor                         |                | HA 114          | 162406 | Region Hannover                                           | 198 ha                     | Position | 194,47           | 1986                |
| Bissendorfer Moor                    | weitere Bilder | HA 046          | 81409  | Region Hannover                                           | 498 ha                     | Position | 493,89           | 1971                |
| Bissendorfer Moor II                 | weitere Bilder | HA 070          | 162440 | Region Hannover                                           |                            | Position | 94,96            | 1984                |
| Blankes Flat                         | weitere Bilder | HA 003          | 81412  | Region Hannover                                           | 65 ha                      | Position | 47,88            | 1977                |
| Bockmerholz, Gaim                    |                | HA 217          |        | Region Hannover                                           | [ 1 ]                      | Position | 1119             | 2019                |
| Brand                                | weitere Bilder | LÜ 140 / HA 105 | 162531 | Landkreis Celle, Region Hannover                          | 6,5 ha                     | Position | 6,72             | 1986                |
| Brandmoorwiesen                      | weitere Bilder | HA 113          | 162534 | Region Hannover                                           | 28 ha                      | Position | 28,61            | 1986                |
| Düvels Kamp                          | weitere Bilder | HA 152          | 162828 | Region Hannover                                           |                            | Position | 8,66             | 1991                |
| Evenser Moor                         | weitere Bilder | HA 184          | 163013 | Region Hannover                                           | 47 ha                      | Position | 46,21            | 1997                |
| Fuhse-Auwald bei Uetze (Herrschaft)  | weitere Bilder | HA 233          |        | Region Hannover                                           |                            | Position | 154              | 2022                |
| Hahnenkamp                           | weitere Bilder | HA 133          | 163479 | Region Hannover                                           | 47,7 ha                    | Position | 44,27            | 1988                |
| Hallerbruch                          | weitere Bilder | HA 243          |        | Region Hannover                                           |                            | Position | 128              | 2019                |
| Hämeler Wald und Sohrwiesen          | weitere Bilder | HA 236          |        | Region Hannover                                           | [ 1 ]                      | Position | 1032             | 2019                |
| Helstorfer Altwasser                 | weitere Bilder | HA 183          | 163630 | Region Hannover                                           | 30 ha                      | Position | 29,15            | 1997                |
| Helstorfer Moor                      | weitere Bilder | HA 056          | 81861  | Region Hannover                                           | 417 ha                     | Position | 414,65           | 1996                |
| Höhlengebiet im Kleinen Deister      | weitere Bilder | HA 244          |        | Region Hannover                                           |                            | Position | 109              | 2018                |
| Hohe Heide                           |                | HA 255          |        | Region Hannover                                           |                            | Position | 121              | 2021                |
| Hubbelsche                           | weitere Bilder | HA 255          |        | Region Hannover                                           | [ 1 ]                      | Position | 14               | 2019                |
| Im Himmelreich                       | weitere Bilder | HA 045          | 81981  | Region Hannover                                           | 9 ha                       | Position | 8,39             | 1956                |
| In den sieben Bergteilen             | weitere Bilder | HA 102          | 163902 | Region Hannover                                           | 16,5 ha                    | Position | 16,94            | 1986                |
| Kananohe                             | weitere Bilder | HA 195          | 318630 | Region Hannover                                           | 45 ha                      | Position | 43,18            | 2000                |
| Kienmoor                             | weitere Bilder | HA 194          | 164066 | Region Hannover                                           | 39 ha                      | Position | 37,36            | 2000                |
| Köllnischfeld                        | weitere Bilder | HA 245          |        | Region Hannover                                           |                            | Position | 755,4            | 2019                |
| Laubwälder südlich Seelze            | weitere Bilder | HA 238          |        | Region Hannover                                           | [ 1 ]                      | Position | 494              | 2019                |
| Leineaue zwischen Hannover und Ruthe | weitere Bilder | HA 239          |        | Region Hannover, Landkreis Hildesheim                     |                            | Position | 968              | 2021                |
| Linderter und Stamstorfer Holz       | weitere Bilder | HA 240          |        | Region Hannover                                           |                            | Position | 106              | 2019                |
| Meerbruchswiesen                     | weitere Bilder | HA 190          | 318775 | Region Hannover, Landkreis Nienburg, Landkreis Schaumburg | 1000 ha                    | Position | 1003,21          | 1998                |
| Mergelgrube bei Hannover (HPC I)     | weitere Bilder | HA 205          |        | Region Hannover                                           | 21 ha                      | Position | 18,05            | 2016                |
| Otternhagener Moor                   | weitere Bilder | HA 034          | 4393   | Region Hannover                                           | 974 ha                     | Position | 962,61           | 1995                |
| Quellwald bei Bennemühlen            | weitere Bilder | HA 237          |        | Region Hannover                                           |                            | Position | 33               | 2018                |
| Ricklinger Entenpool                 | weitere Bilder | HA 069          | 82408  | Region Hannover                                           | 14,6 ha                    | Position | 14               | 1983                |
| Saupark                              | weitere Bilder | HA 025          | 30110  | Landkreis Hameln-Pyrmont, Region Hannover                 | 1750,6 ha                  | Position | 2431,55          | 1954                |
| Schilfbruch                          | weitere Bilder | HA 196          | 319066 | Region Hannover                                           | 274 ha                     | Position | 260,06           | 2000                |
| Schwarzes Moor bei Resse             | weitere Bilder | HA 162          | 165513 | Region Hannover                                           | 140 ha                     | Position | 140,40           | 1993                |
| Steinbruch Holzmühle                 | weitere Bilder | HA 090          | 165696 | Region Hannover                                           | 9 ha                       | Position | 9,27             | 1985                |
| Sundern                              | weitere Bilder | HA 004          | 82677  | Region Hannover                                           | 50,4 ha                    | Position | 49,67            | 1936                |
| Totes Moor                           | weitere Bilder | HA 154          |        | Region Hannover                                           |                            | Position | 3179             | 2016                |
| Trunnenmoor                          | weitere Bilder | HA 047          | 82740  | Region Hannover                                           | 185 ha                     | Position | 169,05           | 1974                |
| Wadebruch                            | weitere Bilder | HA 085          | 166122 | Region Hannover                                           | 16 ha                      | Position | 16,89            | 1985                |
| Westufer Steinhuder Meer             | weitere Bilder | HA 060          |        | Region Hannover, Landkreis Nienburg                       |                            | Position | 663              | 2020                |
| Ziegeunerwäldchen                    | weitere Bilder | HA 115          | 166419 | Region Hannover                                           | „Zigeunerwäldchen“, 15 ha  | Position | 14,68            | 1986                |